# Henriëtte Blaauw
Henriëtte Blaauw (Veenwouden, 5 februari 1875 – Zeist, 15 februari 1949) was een Nederlandse kinderboekenschrijfster.

## Biografie
Henriëtte Blaauw werd als Henrietta Sophia van den Dries geboren op 5 februari 1875 op de Schierstins, een landgoed in Veenwouden, een dorpje ten noordoosten van Leeuwarden. Haar vader was rijksambtenaar, Ontvanger Registratie en Domeinen. Ze had één oudere zus en drie oudere broers. Henriëttes moeder stierf kort na haar geboorte en zus Marie nam de moederrol deels op zich tot vader op 14 september 1885 opnieuw trouwde, met Titia Suzanne Jorissen te Haren. Het gezin verhuisde naar Leeuwarden en woonde op achtereenvolgens op Willemskade ZZ 41, Lange Marktstraat 22 en Groote Kerstraat 38, later verhuisden ze naar Arnhem.
Op 12 september 1901 trouwde Henriëtte te Arnhem met domineeszoon en beroepsmilitair August Hendrik Pieter Blaauw (Wirdum, 5 maart 1873 – Duiven, 10 april 1944) die zij op dansles had leren kennen. Zij kregen twee kinderen: zoon August Frederik Hendrik ('Guus') (Arnhem, 3 april 1903–1979) en dochter Sophia ('Fie') (Alkmaar, 11 augustus 1909). Het gezin woonde onder andere in Arnhem en Alkmaar (op de Paardenmarkt en Van Everdingenstraat) en tijdens de Eerste Wereldoorlog in Den Haag en Amersfoort op kamers in een pension. 
Met de erfenis van (schoon)vader Blaauw kon het paar een huis laten bouwen aan de Buerweg 29 in Bergen. In 1939 verhuisden ze naar Leidschendam en tijdens de Tweede Wereldoorlog woonden ze in Duiven. 
Na het overlijden van haar man, in 1944, ging Henriëtte Blaauw bij een vriendin in Zeist wonen. Henriëtte Blaauw overleed op 74-jarige leeftijd op 15 februari 1949 te Zeist.

### Publicaties
Henriëtte Blaauw begon met schrijven omdat haar schoonvader zei dat ze leuke Sinterklaasversjes kon schrijven. Haar werk bestond uit verhalen, sprookjes, versjesboeken, liedteksten, prentenboeken, bewerkingen, vertalingen en is voornamelijk verschenen bij Kluitman.